# Offer (schaken)
In het schaakspel wordt gesproken van een offer als een speler een stuk aanbiedt waarvoor hij geen directe compensatie ontvangt, maar waarmee hij op den duur toch voordeel hoopt te behalen in de vorm van een betere stelling of zelfs het winnen van de partij.
De tegenstander hoeft het offer niet altijd te aanvaarden.
Een offer in de opening, meestal van één of meer pionnen, wordt een gambiet genoemd. Er zijn echter ook gambieten waarbij een stuk wordt geofferd, zoals het Cochranegambiet en het Muziogambiet, waarin een paard geofferd wordt.

## Voorbeeld: de stukoffervariant in het Sveshnikov-systeem (Siciliaans)
Het stukoffer in het Sveshnikov-systeem (ECO-code B 33) in de Siciliaanse opening is een bekend offer met verstrekkende gevolgen. Het leidt tot interessante stellingen, maar het is nog niet voldoende geanalyseerd.
De variant verloopt als volgt: 1.e4 c5 2.Pf3 Pc6 3.d4 c×d4 4.Pd4 Pf6 5.Pc3 e5 6.Pdb5 d6 7.Lg5 a6 8.Pa3 b5 9.L×f6 g×f6 10.Pd5 f5 (diagram) en nu kan 11.Lb5 of Pb5 volgen.